# Celtismo
Il celtismo è un movimento religioso neopagano ricostruzionistico che appare verso la fine del XIX secolo ma emerge con forza solo negli anni Settanta del XX secolo. Tendenzialmente il celtismo pretende di riprendere l'antica religione celtica, praticata nelle antiche zone geografiche della Gallia, dell'Irlanda e della Britannia prima che sopraggiungesse il cristianesimo. Si tratta di un sistema religioso panteistico, animistico e politeistico, la cui teologia si distingue in base alle correnti principali nelle quali è suddiviso. Con l'emersione e diffusione di gruppi misterici tra gli anni '70 e '80 il celtismo è stato influenzato e ha influenzato a sua volta le filosofie New Age e la wicca, la quale ha inciso particolarmente sulla dottrina druidista, uno dei rami celtisti. Tra i primi gruppi pochi erano quelli di orientamento prettamente celtico; solo molto di recente le religioni celtiste hanno subito una progressiva sistematizzazione e istituzionalizzazione, e il processo è ancora in corso.

## Nomenclatura
Il termine "celtismo", derivato dal nome del popolo dei Celti, è attualmente il più utilizzato come "termine ombrello" ad indicare l'intero movimento di ricostruzione nelle sue sfumature culturali e spirituali. In alternativa, ampiamente ma non stabilmente diffusa in ambiente anglofono è anche l'etichetta estesa di paganesimo celtico ricostruzionista (semplificato spesso in neopaganesimo celtico o ricostruzionismo celtico) di cui il primo uso va fatto risalire a un articolo di Kym Lambert ní Dhoireann del 1992. Quest'ultimo attribuisce l'invenzione del termine a Kathryn Price NicDhàna, sebbene questa a sua volta ricolleghi i primi usi documentati del termine a semplici estrapolazioni dal libro intitolato Drawing Down the Moon della scrittrice Margot Adler. Sebbene la Adler, nel suo testo, descriva un ampio raggio di tradizioni neopagane ricostruzionistiche, nessuna di tali manifestazioni menzionate è esplicitamente celtista. Isaac Bonewits nei suoi scritti usa spesso la frase Ricostruzionisti eclettici, contestata da parecchi celtisti e criticata in quanto ossimorica; ricostruzionismo ed eclettismo stanno infatti ad indicare, nel mondo neopagano contemporaneo, due tendenze di approccio perfettamente speculari. NicDhàna e ní Dhoireann hanno dichiarato di aver utilizzato il termine in modo da fare ordine e distinzione tra le correnti specificamente eclettiche quali il druidismo o la non celtica wicca e le tradizioni ricostruzionistiche. L'affermazione del termine "celtismo" sta progressivamente soprassedendo tutte le versioni precedentemente utilizzate o in quanto queste eccessivamente specifiche (l'aggettivo ricostruzionista non è più idoneo per descrivere l'intero spettro celtista) o per meri motivi di semplicità ed immediatezza. Per quanto concerne i nomi delle sottocorrenti del celtismo, essi sono andati formandosi in base al contesto nel quale le branche stesse si sono sviluppate.
Il termine "druidismo", un tempo utilizzato come alternativa allo stesso "celtismo"', è oggi utilizzato solo per indicare la specifica tradizione eclettica interna al celtismo. Questo sostanzialmente per il fatto che mentre nelle altre denominazioni la definizione di druido viene attribuita ai soli ordini sacerdotali, i druidisti utilizzano il termine in senso universalistico per indicare sia il clero che gli aderenti alla religione stessa, in alternativa dunque all'etichetta di druidista. Per quanto riguarda la senistrognata e il keltrianesimo, la prima branca prende il nome da un antico vocabolo in protoceltico che significa "vecchia religione"; la tradizione keltriana prende invece il nome dalla parola keltria utilizzata della principale organizzazione del kaltrianesimo, ovvero il cerchio di Keltria. Il lemma è da ricondurre a Keltoi, nome che i Greci davano ai Celti. Keltoi a sua volta deriverebbe da Kel-to, una delle prime tribù galliche entrate in contatto con il mondo romano insieme alla tribù chiamata Gala-to, dal nome della quale i Romani avrebbero coniato i termini Gallia e Galli.

## Storia
La storia del celtismo ha inizio nel XVIII secolo, per la precisione nel 1781, con la fondazione dell'Antico ordine dei druidi, un'organizzazione segreta e iniziatica. I gruppi comparsi in questo periodo presentavano raramente legami stretti con l'antica religione celtica; andrebbero infatti ricondotti allo stesso filone che accomuna la vasta gamma di religioni misteriche sotterranee che comparvero nel corso del XX secolo. I primi aderenti al neopaganesimo che si sarebbero organizzati andando a costituire una relativamente definita religiosità celtista furono i componenti di congregazioni comparse solo negli anni Settanta e Ottanta del XX secolo. Le dottrine di queste associazioni contenevano parecchi elementi celtici, molti dei quali sarebbero diventati il nucleo di una futura filosofia celtista unificata. Questo periodo e questi gruppi sono spesso definiti collettivamente con l'etichetta di Protoceltismo, proprio per l'ancora diffusa indeterminatezza dottrinale che li caratterizzava. Successivamente, con la diffusione dei mezzi di comunicazione di massa, i protoceltisti iniziarono a farsi sentire portando ad una rapida crescita del movimento. Sebbene la corrente senistrognatana presenti i tipici elementi del ricostruzionismo pagano, altri gruppi si rifanno meno alle radici storiche della religione, e tendono all'introduzione di elementi riformatori. Nel periodo della prima diffusione del Celtismo influenze newager e wiccane (queste le principali, ma ne sono individuabili molte altre) andarono così a costituire la corrente del druidismo, quella oggi maggioritaria in seno alla quale si è formata una terza branca nel 1985, ovvero il keltrianesimo. Tendenzialmente pochi tra i celtisti moderni considerano importante il legame con la vecchia tradizione del paganesimo celtico, la maggioranza druidista riconosce infatti la necessità di un'innovazione e di uno sviluppo della religione celtista in armonia con il contesto della società moderna, riconoscendo in questo modo l'implementazione nella propria dottrina di insegnamenti, rituali e pratiche nuovi e non necessariamente celtici.

### Sviluppi
La religione celtista è suddivisa in tre branche principali che si distinguono a seconda di differenti aspetti, in primo luogo il sistema teologico e cosmologico, ma anche, generalizzando, l'intera visione del mondo e il rapporto con la società. La corrente più ortodossa e strettamente legata ai metodi del ricostruzionismo è la senistrognata (termine che letteralmente significa "antica tradizione" in protoceltico). La tradizione senistrognatana si è impostata con la fondazione dell'associazione Imbas, sebbene di gruppi ricostruzionisti ne siano presenti in molte delle comunità celtiste diffuse nell'Europa nordoccidentale e in America Settentrionale.
In opposizione alla corrente ricostruzionistica è presente il druidismo, la cui formazione è andata sviluppandosi nel corso dei secoli che ricollegano la fondazione dell'Antico ordine dei druidi nel 1781 allo sviluppo moderno. Nonostante sia considerabile la branca più antica del celtismo, il druidismo è proprio la tradizione che più tende ad impostarsi seguendo un orientamento eclettico. La religione druidista non pretende infatti di ricostruire una religiosità identica al paganesimo celtico del passato, ma al contrario opta per la formazione di una religione a tutti gli effetti nuova, solamente ispirata alle antiche tradizioni.

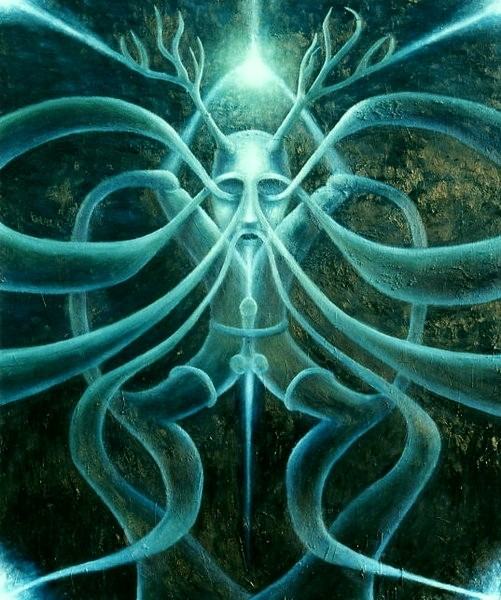
Raffigurazione del dio Cernunnos.

È per questo motivo che i druidisti utilizzano nuovi rituali, nuove concezioni e diffondono una teologia formata sul modello di quella wiccana.
La terza tradizione è quella keltriana, separatasi da quella druidista nel 1985, quando venne ufficialmente sistematizzata dai membri della Congregazione del Druido. In seguito alla diffusione di questa nuova religione celtista emersero anche comunità e associazioni che la promuovessero in specifico, quali il Cerchio di Keltria (fondata sin dall'inizio dai membri della Congregazione del Druido), un'organizzazione oggi diffusa internazionalmente e dalla quale il keltrianesimo stesso ha preso il nome. La religione keltriana ha una propria visione del mondo, una propria impostazione etica — stabilita dal Cerchio di Keltria con la definizione del Canone keltriano — e soprattutto un proprio stile liturgico caratterizzato dall'officazione di due riti lunari in particolare: il rito del vischio e il rito della verbena.

## Dottrina
La dottrina celtista è costituita da tutti gli insegnamenti di carattere teologico, cosmologico, etico ed escatologico che la religione offre. Tutte queste caratteristiche contribuiscono all'impostazione di una determinata Weltanschauung. Trattandosi di una religione neopagana di metodo primariamente ricostruzionistico, le varie denominazioni del celtismo tendono a mantenersi il più possibile attinenti all'eventuale basamento antico. Il ricostruzionismo celtista è tuttavia molto blando, data la scarsità di fonti di cui dispone per operare una ricostruzione pura. Ai gruppi che si definiscono maggiormente ortodossi o ortoprattici si alternano per questi motivi nette maggioranze orientate all'eclettismo.

### Teologia
Il celtismo è una religione sostanzialmente animistica e panteistica, mantenendosi nel solco dell'antica religione pagana celtica. L'animismo sfocia in molti ambienti nel politeismo, con la raffigurazione delle divinità attribuendo a queste aspetto umanoide. Le raffigurazioni sono tuttavia solo simboli, dato che le divinità vengono concepite come forze cosmiche e identificate con i meccanismi più sottili che danno origine alla base dei processi della natura che danno una forma all'energia che sta alla base dell'universo. L'energia che pervade e costituisce tutte le cose è considerata divina, e da questo scaturisce una visione della natura come essa stessa sacra. Essendo infatti la natura costituita e vivificata dallo spirito energetico cosmico è essa stessa parte costituente ed integrante, nonché manifestazione ed emanazione, di questo. Le divinità sono in sostanza le essenze che partendo dal sostrato energetico del mondo fanno sì che questo si vada ad aggregare dando nascita alla materia. È in questa concezione che risiede il panteismo della teologia celtista. Quella descritta è la visione ortodossa, ovvero accomunante tutte le varianti riconducibili alla tradizione senistrognatana; il druidismo e il keltrianesimo si discostano apertamente da questa visione, abbracciando una teologia e cosmologia che mantiene sì il panteismo, ma ingloba anche la visione parallelamente monistica e dualistica della wicca. La corrente druidista e quella keltriana del celtismo riconoscono infatti l'Uno come identificazione del Dio cosmico ed energetico che emana l'universo, ma in modo analogo alla religione wiccana (la quale sono in alcune sue correnti è anche monistica) vedono l'Uno come la sorgente di manifestazione dei due poli opposti la cui complementarità dà origine a tutte le cose; i due principi dell'eterna interazione tra tutto ciò che esiste sono il Dio e la Dea. La Divinità femminile è, come nella wicca, spesso considerata manifesta in tre aspetti, rappresentanti le tre fasi della vita umana e i processi circolari e ciclici che forgiano la natura del mondo e dell'uomo (di cui uno è la reincarnazione). La Divinità femminile è in aggiunta considerata Dea Madre, dandole dunque un ruolo maggiore rispetto a quello del Dio, suo consorte e spesso figlio. La Dea è infatti considerata in molte circostanze il principio primo effettivo, identificandosi con l'Uno e dunque emanando anche il polo speculare rappresentato dal Dio. Oltre che Madre la Divinità femminile è anche Natura, essendo l'energia generatrice del cosmo e dell'intera esistenza, e viene dunque a coincidere con il naturale essere e concepirsi di tutte le cose, e i cicli il cui moto dà vita al mondo. Il keltrianesimo presenta un'impostazione teologica parzialmente tendente al suiteismo. Dà valore infatti alla posizione dell'uomo nel mondo, e alla divinità dell'intera umanità come parte della natura. Centrali dei culti celtisti di ogni tipo sono ovviamente le divinità tradizionali tra le quali spiccano Tutatis, Mórrígan e, in particolare nel druidismo che lo identifica con il Dio, Cernunnos.

### Cosmologia
Il sistema cosmologico del celtismo corrisponde alla sua Weltanschauung, ovvero la visione del mondo e delle cose che è tendenzialmente condivisa da tutte le confessioni. Il celtismo suddivide il mondo nei cosiddetti Tre Reami, identificati come il Regno dell'Acqua, il Regno della Terra e il Regno del Cielo. Questi tre mondi non vengono interpretati come dimensioni realmente esistenti, quanto piuttosto, in senso psicologistico, come metafore dei tre stati — o tre dimensioni — dell'esistenza umana e di tutte le cose, rappresentati dal simbolo del triskele a tripla spirale, o dalla croce celtica (disapprovata in molti casi perché più legata al Cristianesimo). Sono in fin dei conti ulteriori specificazioni di quello che è il significato dei tre aspetti della Dea triplice wiccana e druidista. Il Regno dell'Acqua è il simbolo dello status mentale ed emozionale dell'esistenza; il Regno della Terra corrisponde alla dimensione del presente e del fisico; mentre il Regno del Cielo rappresenta l'elevato, il futuro e il mistico della spiritualità. Questo terzo regno è la rappresentazione dell'obiettivo finale che il celtista deve proporsi, ovvero quello della ricerca continua e della comprensione delle cose e del mondo. I Tre Reami sono spesso concepiti come interconnessi da un albero cosmico, elemento che accomuna la cosmologia celtista a quella dell'Etenismo. L'albero mistico è — come nella visione etena — un'ulteriore simbolizzazione dello spirito divino universale che sta alla base di tutto l'esistente. La cosmologia è da riallacciare alla concezione teologica, dato che vi è continuità tra la visione del divino e quella dell'esistenza, essendo assente una distinzione tra sacro e profano. Il panteismo fa sì infatti che i celtisti — come dopotutto la maggioranza dei neopagani — concepiscano l'universo come sacro, in quanto emanazione ed espressione dell'energia del divino. I druidisti e i keltriani in particolare personificano la forza primordiale ed unica che sta alla base dell'esistenza nella figura della Dea, madre di ogni cosa e sorgente della vita. La Senistrognata conserva una visione più ortodossa, e l'animismo della sua impostazione teologica fa sì che il senistrognatano veda e associ una divinità o uno spirito con qualsiasi elemento naturale. Concependo la natura come un insieme di eterni processi ciclici, in simbiosi con la dottrina celtista (e neopagana in generale) può entrare facilmente l'evoluzionismo, mentre risulta completamente incompatibile il creazionismo. La creazione neopagana è infatti intesa semplicemente come il susseguirsi ininterrotto del dispiegamento dell'energia divina nella sua aggregazione a costituire il mondo (e questo concetto è quello dell'eterna creazione), non come un intervento da parte di un'entità esterna e distaccata. In quanto la natura fondata su processi che la portano a formarsi e disfarsi in modo costante e armonioso, il celtismo accetta pienamente qualsiasi teoria scientifica, supportando una visione del mondo umanistica e razionalistica. La concezione del naturale come sacro rende parte integrante degli insegnamenti celtisti l'importanza del rispetto dell'ambiente e dell'ambientalismo. Un esempio di questo atteggiamento può essere individuato nell'impegno che dal tardo 2006 i druidisti irlandesi stanno investendo nel supporto delle cause ecologistiche in favore della preservazione della Collina di Tara, il cui equilibrio naturale è minacciato dalla catastrofe ambientale che seguirà il termine della costruzione dell'autostrada M3 pianificata per l'area. Dalla cosmologia celtista, oltre all'ambientalismo, scaturiscono un codice etico e un posizionamento dell'essere umano nel mondo perfettamente concordanti con la natura personale di ogni singolo individuo e con la valorizzazione dell'umanità nella sua interezza. L'essere umano non è visto — dal celtismo — come entità separata dal mondo, ma come parte integrante di esso. Il keltrianesimo enfatizza particolarmente questo aspetto in quanto la sua dottrina teologica tende al suiteismo. Nel celtismo l'uomo è parte della natura, non ha uno status di superiorità nei confronti di tutti gli altri esseri viventi e di tutte le cose. Non esiste nessun privilegio di tipo divino, l'essere umano deve semplicemente comprendere di essere egli stesso parte costituente del divino, ed emanazione dell'energia di questo. Il keltrianesimo possiede un proprio codice etico, stabilito dal Cerchio di Keltria, vale a dire il Canone keltriano.

### Escatologia
L'escatologia celtista è strettamente legata alla visione del mondo ciclica, la quale a sua volta è interconnessa con la concezione dottrinale dei Tre Reami. Sebbene non si conosca alla perfezione la visione della vita dopo la morte presso gli antichi popoli celtici, è risaputo che credessero in un aldilà, e che probabilmente tra i misteri tramandati dalle caste druidiche vi fosse la dottrina della reincarnazione. Oggigiorno i celtisti credono fermamente e in maggioranza — come quanto accade trasversalmente in tutto il Neopaganesimo — nel reincarnazionismo. Tipica dei celtisti è però la credenza nel sistema del karma, importato dalle religioni orientali e che alcuni sostengono facente parte anche dell'antico sapere dei druidi. La natura delle cose, essendo costituita da eterni cicli, viene ad applicarsi anche alla visione della vita dell'essere umano. Dopo la morte la scintilla divina integrata nel corpo dell'uomo — l'anima è concepita come una piccola parte della Divinità — va a ricongiungersi con il tutto, e da qui inizia un nuovo ciclo di incarnazione in un mondo fisico. I celtisti credono che il meccanismo karmico stabilisca la sorte dell'anima, la quale se appesantita da troppa energia negativa non trova la possibilità di subire un progresso spirituale notevole, in opposizione a quanto accade se l'anima è influenzata dalla presenza di energia karmica positiva. Il sistema escatologico celtista diviene una sorta di progressivo innalzamento dell'anima verso coscienze esistenziali sempre più elevate, sino a giungere all'unione beatitudinale con l'Uno.
Per quanto riguarda il campo etico, il Paganesimo celtico dell'antichità mise sempre in primo piano il valore della natura e la propensione alla naturalezza che ogni individuo deve mantenere. Il precetto fondamentale del sistema etico del celtismo in ogni sua forma è dunque quello della combinazione tra spontaneità e verità, intesa quest'ultima come sfaccettatura dell'essere spontanei, ovvero l'essere sempre se stessi, e dunque veri. La centralità della natura si manifesta attraverso due fondamenti della dottrina etica celtista, ovvero l'insegnamento degli alberi e l'insegnamento degli animali. Questi due precetti sono le vie di ricerca che il celtista può seguire e attraverso le quali può comprendere l'essenza della spiritualità. La via degli alberi passa attraverso l'amore per la natura e la preservazione di questa. L'insegnamento degli alberi è il dettame sul quale si fonda l'attivismo ambientalistico di molte comunità celtiste, e legato ad esso è il sistema filosofico dell'ogam, il quale consiste in una serie di tecniche attraverso cui interpretare metafisicamente la natura e gli eventi che la caratterizzano. L'insegnamento degli animali è invece l'interpretazione del comportamento degli esseri viventi e il loro modo di essere come qualcosa di sacro. Il salmone è l'essere vivente considerato più sacrale dalla tradizione celtista in quanto rappresenta la saggezza e la perenne ricerca dell'uomo, che lotta contro corrente per giungere alla comprensione dell'essenza del mondo. Altro animale di conoscenza è il corvo, considerato il simbolo del perenne legame che intercorre tra il mondo divino e il mondo umano, i quali sono coincidenti. L'etica celtista va poi a divenire più elaborata, includendo sistemi complessi quali il Codice del Druido, una serie di undici massime che ribadiscono la necessità di condurre una vita onesta e in armonia con l'equilibrio della natura. Un ruolo centrale è dato infine alla responsabilità, alla fiducia, all'integrità morale e fisica; il Valore dell'Opposto è un precetto etico basato sul rispetto reciproco tra le diversità speculari, che si conclude dunque in un'universalizzazione dell'amore verso il prossimo.
(Oisin)

## Organizzazione
Il celtismo non è solamente un modo di vedere il mondo filosofico, fatto di ricerca e comprensione, ma anche un sistema di pratiche mistiche e sciamaniche. Nella maggior parte dei casi il celtista vede la vita di tutti i gironi come una forma di attività sacra, lo stesso atto di vivere è infatti il compimento dei processi divini che caratterizzano e fanno evolvere il mondo; la stessa quotidianità è accompagnata da rituali di purificazione e protezione. In generale, dunque, il rito ha una valenza fondamentale e una presenza quasi costante. Il fedele celtista combina le pratiche di purificazione con la recitazione di inni o preghiere, spesso di origine strettamente celtica, spesso preghiere cristiane paganizzate. Un manuale di preghiere molto comune è il Carmina Gadelica, ma popolari sono anche raccoglitori di poesie sacre in particolare originarie delle culture irlandese e gallese. I rituali comunitari sono nella maggior parte dei casi basati su liturgie sistematizzate riprese dalle testimonianze di fonti antiche e in particolare dagli scritti di autori quali Marian McNeill, Kevin Danaher o John Gregorson Campbell. Le celebrazioni involvono spesso canti, balli, rituali legati al fuoco e divinazione. Le forme più misteriche del celtismo permettono agli iniziati di praticare anche rituali e tecniche di interazione con le potenze soprannaturali. Comune tra tutte le comunità è invece la pratica dell'offertorio, in cui vengono presentate simbolicamente alle divinità offerte in cibo, bevande e composizioni artistiche. Le strutture ritualistiche celtiste sono fortemente basate sulla concezione cosmologica dei Tre Reami; vengono dunque a legarsi con i tre elementi simbolo di tali mondi, vale a dire l'acqua, la terra e l'aria. L'elemento del fuoco è visto come trasversale, ovvero la forza unificatrice che attraversa i tre altri elementi. Parecchi celtisti praticano i culti attraverso l'allestimento di altari domestici o sale adibite a templi. Non mancano templi pubblici, utilizzati spesso dalle sole comunità locali. In mancanza di un edificio di culto in muratura spesso vengono utilizzati semplici spazi naturali, in particolare in prossimità di fonti d'acqua e alberi speciali. Alcuni celtisti praticano infine tecniche divinatorie. Il metodo più utilizzato è quello dell'ogam, che permetterebbe di acquisire predizioni mediante l'osservazione delle nuvole e il comportamento di uccelli e altri animali.
Per quanto riguarda l'istituzione ecclesiastica, il celtismo è supportato da una serie di organizzazioni internazionali e locali la cui comparsa è letteralmente esplosa in numero negli ultimi anni. Il clero è sia maschile che femminile; mentre nelle denominazioni ortodosse i sacerdoti vengono chiamati druidi e druidesse (nel caso siano donne), nel Druidismo — in quanto il termine druido viene spesso utilizzato come alternativa a druidista, indicando dunque tutti i fedeli — i chierici vengono chiamati semplicemente sacerdoti, sacerdotesse o preti. Tra le principali associazioni si possono trovare l'Obod (acronimo di Ordine di bardi, ovati e druidi), l'Associazione leale arturiana, l'Ordine druidista britannico, l'Ordine druidista secolare, l'Ordine druidista di Glastonbury, il Concilio degli ordini druidisti britannici. Nel febbraio del 2003 è stata fondata la Rete druidista, un'organizzazione nordamericana sistematizzata come una vera e propria Chiesa, ovvero con territori amministrativi e clero fortemente organizzato. Il 2003 ha visto la nascita anche del Nuovo ordine dei druidi fondato in Belgio da David Dom; sempre belga e attivata nello stesso anno è l'Associazione druidista Glastoratin. L'Assemblea universale dei druidi arduni, la Congregazione del druido, e il Cerchio di Keltria sono altre organizzazioni fondate tra gli anni Novanta e il periodo contemporaneo. Di rilevante importanza è la nascita di una carica suprema riconosciuta da molti ordini druidici, vale a dire il grande druido di Bretagna o poellgor di Bretagna. La carica è emersa nel 1980 e da allora ai nostri giorni è ricoperta da Loic Gwennglan Le Scouezec. La Bretagna è una regione della Francia, pertanto il poellgor è stato chiamato in causa in certi casi non solo come grande druido di Bretagna ma di tutta la Francia. Il potere spirituale del grande druido — il quale venne eletto dall'Obod, una delle Chiese certamente più influenti — non sembra attualmente avere un ruolo dominante su tutte le organizzazioni druidiste, tantomeno complessivamente celtiste. Tra le organizzazioni più importanti da ricordare è l'Imbas, la quale promuove l'ortodossia senistrognatana.

## Cultura
Sebbene le contaminazioni tra la frangia ortodossa e quella druidista e keltriana del celtismo siano notevoli, oltre che notevole sia anche la trasversalità di molti degli aderenti alle due tendenze, esistono differenti metodologie di approccio alla religione sia da parte dei senistrognatani sia da parte dei druidisti e dei keltriani. Solitamente i senistrognatani tendono ad accettare tutto lo spettro della tradizione religiosa antica, ricostituendo il politeismo, l'iconografia e il clero nelle loro forme il più possibilmente attinenti a quello che furono, nonché nelle loro forme strettamente pubbliche. Il druidismo tende infatti — contrariamente — all'innovazione e all'assimilazione di concetti e pratiche da religioni differenti, basando il tutto su un semplice sostrato e un'appariscenza pagani celtici. Lo stile e le iconografie del druidismo e del keltrianesimo rimandano sicuramente alla tradizione celtica, ma la sostanza di queste due correnti religiose del celtismo è spiccatamente wiccana e sincretica. I druidisti affermano inoltre di non ambire alla ricostruzione del culto popolare dell'antica religione celtica, ma dei culti misterici praticati esclusivamente e iniziaticamente dai collegi dei druidi. Proprio nella questione del clero sta l'ulteriore differenza tra la senistrognata e le altre due tradizioni celtiste.
Mentre infatti gli ortodossi considerano con il termine druidi e druidesse i soli sacerdoti, i druidisti e i keltriani tendono a identificare i chierici con i termini non strettamente celtici di sacerdoti, sacerdotesse o preti, mentre identificano con l'etichetta di druido qualsiasi aderente al Druidismo, dando dunque al secolare termine un concetto totalmente nuovo e sinonimico all'altrettanto utilizzato druidista. Nonostante le evidenti profonde spaccature, le due frange del celtismo continuano a mantenere buoni rapporti e ad intessere relazioni comuni. Alcune organizzazioni come la Congregazione del druido, l'Obod e il Cerchio di Keltria, pur seguenti tendenze diversificate, condividono parecchi punti di vista relativamente simili.

### Prodotti
La comparsa e diffusione crescente del celtismo ha portato a manifestazioni culturali di differente tipologia. Di sicuramente grande rilevanza è la forte enfasi che viene data, dai celtisti, all'attivismo ecopagano. L'ecopaganesimo è una tendenza culturale che combina politica e ambientalismo, vedendo la prima come un metodo vincente attraverso cui far valere il secondo. L'ambientalismo è considerato una parte fondamentale dell'impegno di un celtista, e campagne a favore della salvaguardia di ambienti naturali si sono manifestate ovunque sia presente una comunità celtista. Associazioni come l'Obod organizzano progetti di riforestazione e collaborano con gruppi quali Greenpeace in osservazione del precetto etico celtista del rispettare gli altri e il mondo. Il celtismo ha avuto una capillare diffusione negli ultimi anni, con la comparsa di comunità, centri e gruppi in America settentrionale e in Europa, particolarmente nelle zone di tradizionale retaggio celtico quali la Gran Bretagna e l'Irlanda. Una ricerca del Centro studi sulle nuove religioni fa notare come la maggioranza dei convertiti al celtismo (la ricerca analizza in particolare la crescita dei membri della Congregazione del druido) siano innanzitutto ex cristiani (con il 37% di percentuale), seguiti da un 19% di neopagani che scelgono il Druidismo come via definitiva e un 11% di ex wiccani, in aggiunta ad una serie di ex atei o non categorizzati. La ricerca spiega che i convertiti sono in maggioranza cristiani in quanto il cristianesimo è visto oggi come una religione irrazionale e in decadenza, la cui intolleranza e il cui dualismo trascendentistico hanno portato nel corso dei secoli alla demonizzazione della vita e del mondo, al degrado della natura, all'odio per il diverso e all'oppressione della donna. L'allontanamento dal cristianesimo e la conversione ad altre religioni sono viste dai convertiti analizzati dal rapporto come un processo naturale e coincidente con il risveglio illuministico dell'uomo contemporaneo. I convertiti al celtismo provenienti dalla wicca dimostrano invece un'insoddisfazione per la precedente religione in quanto questa sarebbe troppo innovativa e minimamente basata su un retaggio solido ereditato dalle tradizioni antiche. Di centrale importanza nella trattazione dei prodotti culturali portati dal celtismo è la questione del complesso megalitico di Stonehenge, divenuto da tempo un centro di ritrovo per la celebrazione di rituali celtisti durante le feste principali del calendario, nonostante il suo utilizzo da parte dei druidi dell'antichità sia ancora causa di innumerevoli controversie.